# Kertabumi
Kertabumi is een bestuurslaag in het regentschap Ciamis van de provincie West-Java, Indonesië. Kertabumi telt 2666 inwoners (volkstelling 2010).